# Вашиндаройский водопад
Вашиндаройский водопад (чечен. Вашандера чухчари) — гидрологический памятник природы, расположенный в Шатойском районе Чечни. Находится в 300 метрах к юго-западу от окраины села Вашендарой в долине реки Варанды (приток реки Аргун). Высота водопада — 10,5 метров, ширина — 2-3 метра.
С ноября 2006 года имеет статус особо охраняемой природной территории республиканского значения.